# Toate dovezile împotrivă
Toate dovezile împotrivă (titlul original: în rusă Все улики против него, transliterat: Vse uliki protiv nego) este un film dramatic sovietic, realizat în 1974 de regizorul Vasile Brescanu, protagoniști fiind actorii Vsevolod Safonov, Valeria Zaklunaia, Ivan Gavriliuk și Maria Sagaidac.

## Conținut
Șoferul Movileanu a fost arestat la propria nuntă sub acuzația de accidentare mortală cu automobilul a unui bărbat, toate probele dovedind acest lucru. Cu toate acestea, în timpul anchetei, colonelul de miliție Cekan află că șoferul a fost pur și simplu ulterior angajat la firmă, iar adevărații criminali se plimbă liberi...

## Distribuție
- Vsevolod Safonov – Cekan, colonelul de miliție anchetator
- Valeria Zaklunaia – Olga Lupan, maior de miliție anchetator
- Ivan Gavriliuk – Dumitru Movileanu, mire, șofer, acuzat
- Maria Sagaidac – Katinka, mireasa șoferului
- Rasmi Djabrailov – Gheorghiță, tatăl Katinkăi
- Larisa Pașkova – Maria Gheorghiță, mama miresei
- Arnis Lițitis – Goibu, locotenent de miliție, prietenul din școală a lui Dumitru Movileanu
- Petru Baracci – Valeri Rotaru, șeful garajului
- Mihai Ciobanu – Serafim Ivanovici, directorul sovhozului
- Konstantin Adașevski – Dimitri Mihailovici, contabilul șef al fermei de stat
- Ghennadi Ciulkov – Pavel Ivanovici Cernov, reprezentantul fabricii de automobile
- Maia Bulgakova – Anna Vasilievna, văduva victimei
- Nikolai Zasuhin – generalul de miliție
- Boris Molceanov – Kiril Andreevici, ministru adjunct
- Nadejda Aronețkaia – soția lui Cekan
- Tatiana Ignatova – fiica lui Cekan
- Igor Komarov – Konstantin Vasilievici, secretar al comitetului raional
- Galina Orlova – Nadia Mugure
- Ион Музика – Ion Muzica, rol episodic
- Gheorghe Rotăraș – rol episodic (menționat ca Г.Ротораш)
- Dalvin Șerbakov – Andrei Petrovici (nemenționat)
- Tamara Loghinova – Tatiana Sergeevna (nemenționată)

## Lansare
A fost lansat în anul 1975 și a avut parte de succes comercial, fiind vizionat de 14,6 milioane de spectatori în cinematografele din Uniunea Sovietică.